# Living Well Is the Best Revenge
Living Well Is the Best Revenge è il secondo album in studio del gruppo musicale statunitense Midtown, pubblicato nel 2002.

## Tracce
1. Become What You Hate – 2:50
2. Still Trying – 2:58
3. Get It Together – 3:28
4. Like a Movie – 3:32
5. There's No Going Back – 3:10
6. Perfect – 3:40
7. You Should Know – 2:39
8. One Last Time – 3:29
9. A Faulty Foundation – 2:43
10. In the Songs – 3:33
11. Find Comfort in Yourself – 2:41

## Formazione
- Gabe Saporta – voce, basso
- Heath Saraceno – cori, chitarra
- Rob Hitt – batteria, cori
- Tyler Rann – cori, chitarra